# The Night the Light Went On (In Long Beach)
The Night the Light Went On (In Long Beach) es el primer álbum en directo de la banda británica Electric Light Orchestra, publicado en mayo de 1974 y grabado en el Long Beach Auditorium de Long Beach, California.

## Trasfondo
Aunque The Night the Light Went On (In Long Beach) fue planeado como sucesor de On the Third Day, la grabación original se vio empañada por problemas técnicos tanto sobre el escenario como fuera de él. Dichos problemas comenzaron cuando el camión encargado de transportar el equipo musical del grupo se averió en carretera de camino al concierto, por lo que la banda no tuvo tiempo suficiente para ensayar las canciones antes del concierto.
Además, la impresión del álbum en vinilo se realizó con bajos costes, produciendo una baja calidad del sonido, lo que movió al representante de Electric Light Orchestra a emprender acciones legales contra la empresa productora como compensación. La portada original, diseñada por Mick Haggerty, mostraba el título del álbum tipografiado con caracteres propios de una película de horror de los años 50, mientras que el interior del álbum mostraba fotografías del grupo en concierto.
Debido a ello, las compañías discográficas a ambos lados del Atlántico decidieron no publicar The Night the Light Went On (In Long Beach). El álbum vio la luz de forma legítima en Alemania y en varios países europeos en 1974, mientras que la edición británica tuvo que esperar hasta 1985 para ser publicada. El álbum nunca fue publicado de forma oficial en los Estados Unidos, aunque fue importada de otros países. Aun así, la versión en directo de «10538 Overture» fue publicada como cara B del sencillo «Evil Woman», del álbum de estudio Face the Music. Además, la versión en directo de «Roll Over Beethoven» fue también publicada como cara B de la reedición del sencillo «Telephone Line», publicada por la serie de reediciones en 45 RPM de CBS Hall of Fame.

## Restauración
Una versión remasterizada y reeditada en la década de 1990 corrigió la pobre calidad de sonido del álbum original y restaurar varias canciones a sus versiones originales. Durante la remasterización, se descubrió que la edición original había sido masterizada usando una copia de las cintas del concierto, de peor calidad. Según las notas que acompañan la edición en CD, la cinta usada había sido marcada como «Rough Mix, Do Not Use». Sin embargo, la remasterización llevada a cabo en los años 90 fue realizada con las cintas maestras originales, descubiertas en los archivos de la compañía discográfica.

## Lista de canciones
Todas las canciones escritas y compuestas por Jeff Lynne excepto donde se anota. 
| Cara A |               |                             |          |  |
| N.º    | Título        | Escritor(es)                | Duración |  |
| 1.     | «Daybreaker»  |                             | 5:34     |  |
| 2.     | «Showdown»    |                             | 6:54     |  |
| 3.     | «Day Tripper» | John Lennon, Paul McCartney | 6:40     |  |

| Cara B |                                                          |                                          |          |  |
| N.º    | Título                                                   | Escritor(es)                             | Duración |  |
| 1.     | «10538 Overture»                                         |                                          | 5:44     |  |
| 2.     | «Mik's Solo»/«Orange Blossom Special»                    | Mik Kaminski/E.T. Rouse                  | 2:28     |  |
| 3.     | «In the Hall of the Mountain King»/«Great Balls of Fire» | Edvard Grieg/Jack Hammer, Otis Blackwell | 8:35     |  |
| 4.     | «Roll Over Beethoven»                                    | Chuck Berry                              | 4:25     |  |

## Personal
- Jeff Lynne: voz y guitarra
- Bev Bevan: batería
- Richard Tandy: teclados
- Mike de Albuquerque: bajo y coros
- Mik Kaminski: violín
- Hugh McDowell: chelo
- Mike Edwards: chelo